# Berserk (mangá)
Berserk (ベルセルク, Beruseruku) é uma série de mangá escrita e ilustrada por Kentaro Miura. Situado em um mundo de fantasia sombria inspirado na Europa medieval, a história gira em torno de Guts, um solitário mercenário, e Griffith, o líder de um bando de mercenários chamado de "Bando do Falcão". Miura publicou um one-shot de Berserk em 1988. A série começou a ter os seus capítulos publicados no ano seguinte na agora extinta revista Monthly Animal House, que foi substituída em 1992 pela revista bimestral Young Animal, onde Berserk continua a ser serializado intermitentemente. Miura faleceu em maio de 2021, o capítulo final que ele escreveu e ilustrou foi publicado postumamente em setembro do mesmo ano; a série foi retomada em junho de 2022, sob a supervisão do colega e amigo de infância de Miura, Kouji Mori, e do grupo de assistentes e aprendizes de Miura do Studio Gaga.
Berserk foi adaptado em uma série de televisão de anime de 25 episódios pelo estúdio Oriental Light and Magic, que adaptou o arco Era de Ouro e foi exibido de 7 de outubro de 1997 a 31 de março de 1998. A Era de Ouro foi novamente adaptada em uma trilogia de filmes; os dois primeiros filmes estrearam em 2012 e o terceiro filme estreou em 2013. Uma segunda adaptação de anime para a televisão de 24 episódios foi transmitida por duas temporadas entre 2016 e 2017.
Em maio de 2021, o mangá de Berserk tinha mais de 50 milhões de cópias em circulação, incluindo versões digitais, tornando-se uma das séries de mangá mais vendidas de todos os tempos. O mangá recebeu o Prêmio de Excelência na sexta edição do Prêmio Cultural Osamu Tezuka em 2002. Berserk foi amplamente aclamado pela crítica, que se destacou pelo seu universo sombrio, qualidade nos desenvolvimento da narrativa e de personagens e, especialmente, pela arte detalhada dos desenhos de Miura.

## Enredo
Guts é um guerreiro errante e antigo Comandante da Tropa de Assalto da renomada unidade mercenária conhecida como o Bando do Falcão. Ele, agora, caça criaturas demoníacas chamadas Apóstolos, humanos que fizeram um pacto com um grupo de arqui demônios conhecidos como "A Mão de Deus" que exige o sacrifício de qualquer coisa ou pessoa que for mais achegado a eles em troca de um poder sobrenatural incrível. O próprio Guts carrega uma Marca do Sacrifício vinda deste mesmo ritual; ele é uma das poucas pessoas que sobreviveram a esse ritual, mas, ainda assim, demônios são atraídos incessantemente até ele onde quer que vá, com a Marca se tornando mais dolorosa e sangrenta conforme a proximidade e o poder de seus adversários. Depois de uma briga de infância problemática no bando mercenário de seu pai adotivo, Guts é recrutado pelos Falcões por seu carismático líder Griffith. Entretanto, em sua ambição de se tornar governante, ele seduz a filha do rei, levando-o a ser aprisionado e torturado por um ano até ser resgatado por seus companheiros. Com seu corpo horrivelmente mutilado, tornando-o num aleijado mudo e imóvel, Griffith invoca a Mão de Deus e concorda em sacrificar os seus amigos, assim como seu grupo mercenário, num ritual demoníaco e continua com seu sonho de conquistar o mundo através de um renascimento, como membro da própria Mão de Deus; somente Guts e sua amada Caska escapam vivos. Depois de se separar de Caska, que perdeu a memória devido ao trauma do ritual, Guts começa a caçar os Apóstolos, buscando vingar-se de Griffith, reencontrando-se, mais tarde, com Caska bem a tempo de resgatá-la antes que fosse queimada como uma bruxa. Enquanto Guts e Caska viajam ao país élfico de Elfhelm, procurando um refúgio seguro, acompanhados por um novo grupo de companheiros com os quais fizeram amizade durante suas jornadas, um Griffith reencarnado cria um segundo Bando do Falcão e lidera a luta contra as forças invasoras do leste/oriente, terminando por estabelecer seu reinado sobre Midland e fundando um nova e massiva capital, Falconia, onde os humanos se refugiam dos ataques de demônios que não param de aumentar, sem saberem que seu próprio líder também é um demônio.

### Arcos de História
- O Espadachim Negro (Capítulos -16 ao -9)

Guts, conhecido como O Espadachim Negro, caça monstros em castelos dominados por criaturas abissais conhecidas como "apóstolos". Em uma de suas caçadas, Guts se depara com um artefato mágico em forma de um ovo com feições humanas conhecido como Behelit, artefato este capaz de abrir um portal dimensional e levá-lo até seu maior adversário, Femto.
- Era de Ouro (Capítulos -8 ao 94)

O arco começa na infância de Guts e avança, nos primeiros capítulos, até o primeiro contato com o Bando do Falcão liderado por Griffith. Guts, Griffith e Caska, lideram as tropas do Bando do Falcão para pôr fim em uma guerra centenária entre o Reino de Midland e o Império Tudor. Ao fim da guerra, após a queda da fortaleza de Doldrey, Griffith é condecorado com o título de Falcão Branco. Com acesso à nobreza e aristocracia, mas coloca tudo à perder ao decidir deitar-se com a princesa Charlotte para, finalmente, concretizar o sonho de se tornar rei. Ao ser flagrado por uma criada enquanto faz sexo com a princesa, Griffith é preso e torturado por um ano, até ser resgatado pelos remanescentes do bando, mas, neste mesmo dia um eclipse toma conta de Midland, e um portal dimensional se abre para buscar o líder do bando e coroa-lo como o quinto membro da Mão de Deus.
- Torra da Convicção (Capítulos 95 ao 176)

Após os acontecimentos da Era de Ouro, a história retorna ao presente acompanhando a jornada de Guts em busca dos apóstolos. Ao descansar em baixo de uma árvore, Guts observa um grupo de bandidos abusar de uma garota chamada Jill, ao confrontar os bandidos, a marca em seu pescoço começa sangrar e a árvore ganha vida, Guts luta até o amanhecer contra o demônio. Ao raiar do sol, Jill, Guts e o elfo Puck caminham até o vilarejo, chegando lá o Espadachim negro se depara com aldeões amedrontados por ataques de Elfos raptores de crianças. Após breves acontecimentos Guts conhece Serpico, membro d'Os Cavaleiros da Corrente de Ferro Sagrada. Ao viajar para Albion, Guts descobre que Caska desapareceu e prontamente passa investigar seu paradeiro e acaba em meio a uma batalha entre cultistas possuídos e Os Cavaleiros da Corrente de Ferro Sagrada.
- Falcão Milenar (Capítulos 177 ao 307)

A história acompanha Guts e seus amigos encarando as consequências da transformação de Griffith no quinto membro da Mão de Deus, Femto. Ao longo do caminho Guts conhece uma bruxa chamada Schierke e descobre a armadura Berserker, tão poderosa que é capaz de ameaçar a sanidade de Guts. Ao mesmo tempo que Guts busca a armadura e enfrenta novas e poderosas ameaças, Femto trama inquietantes planos para realizar o seu novo sonho, fazer de todo o mundo seu próprio reino.
- Fantasia (capítulos 308 ao 373)

Guts e seu grupo zarpam em direção à Elfhelm, o reino dos elfos e criaturas mágicas, localizado na ilha Skellig no Mar Ocidental, em busca de ajuda do rei elfo para restaurar a sanidade de Caska.
Após diversas lutas em alto mar e conhecer Isma, uma garota sereia, o grupo chega à terra natal de Puck. A recepção, contudo, não é amigável, visto que os elfos habitantes da ilha são cautelosos. Após conquistarem a confiança dos habitantes locais, os protagonistas adentram na ilha e a exploram, Guts tenta consolidar seu objetivo quando decidiu ir à Elfhelm e também obtém revelações sobre a armadura Berseker e seu antigo usuário. 
Enquanto isso, em Falconia, Griffith arquiteta seu plano de governo, explora a mística árvore espiral mundial e lida com o passado. 
• Exílio no oriente ( capítulos 374 - em andamento)
O destino da ilha é selado, Guts e seu grupo entram a bordo do Seahorse. Todavia, o navio é interceptado pelos Kushans, deixando todos aflitos sobre quais são as intenções do povo guerreiro oriental. 

### Mangá
Escrito e ilustrado por Kentaro Miura, Berserk iniciou sua serialização na revista Monthly Animal House da editora Hakusensha em agosto de 1989 (edição de outubro). Hakusensha publicou o primeiro volume tankōbon do mangá sob a impressão Jets Comics em 26 de novembro de 1990. Em 1992, a revista Monthly Animal House foi renomeada como Young Animal, e novos capítulos ainda estão sendo lançados irregularmente na revista bimestral. Em junho de 2016, o selo Jets Comics da Hakusensha foi renomeado para Young Animal Comics, e os primeiros 37 volumes de Berserk foram republicados com novas artes de capa. Desde 20 de setembro de 2018, 40 volumes foram publicados. No dia 20 de maio de 2021, a editora Hakusensha noticiou que Kentaro Miura faleceu no dia 6 de maio vítima de uma dissecção da aorta. No dia 7 de junho de 2022, a editora Young Animal anunciou o retorno da publicação do mangá sob a supervisão do amigo de longa data de Miura e também mangaká Kouji Mori, juntamente com os assistentes do autor, com um novo capítulo sendo lançado no dia 24 daquele mesmo mês. Mori prometeu aos leitores em um comunicado oficial que seguiria com fidelidade somente as cenas e falas descritas por Miura sem acrescentar nada.
No Brasil, o mangá é licenciado e publicado em meio-tankō pela editora Panini Comics desde maio de 2005. Atualmente, é relançado pela editora Panini Comics desde agosto de 2014 em formato tankōbon.
A Panini voltou a publicar o mangá de Berserk no Brasil em julho de 2023, com o volume 41. O mangá não tinha novos volumes no Brasil desde 2021, quando foi lançado o volume 40.

### Light novel
Uma light novel spin-off de Berserk, titulada Berserk: Honō Ryū no Kishi (ベルセルク 炎竜の騎士), escrita por Makoto Fukami com ilustrações de Kentaro Miura, foi lançada em 23 de junho de 2017. O enredo se centra no apóstolo novo membro do Bando do Falcão, Grunbeld.

### Anime

#### Primeira série de anime (1997-1998)
Dirigido por Naohito Takahashi e produzido pelo estúdio OLM e transmitido pela Nippon Television, o anime que é a adaptação para a TV do mangá intitulado Berserk: Kenpū Denki (剣 風 伝 奇 ベ ル セ ル ク, Kenpū Denki Beruseruku), foi ao ar entre 7 de outubro de 1997 à 31 de março de 1998 e teve um total de 25 episódios. A série começa adaptando o arco "Espadachim Negro", e depois o arco "Era de Ouro". Embora a história do mangá permanece em grande parte intacto, muitas mudanças foram feitas na adaptação, com a modificação ou eliminação de personagens, um exemplo notável é do elfo Puck, que aparece apenas no mangá, e algumas das cenas mais violentas e brutais da série, e eventos que teria estendido o enredo e que faria que a quantidade de episódios planejado da série de anime fosse ultrapassado também não foram adaptados. Porém, todas as mudanças foram feitas com aprovação do criador da série, Kentaro Miura.

#### Trilogia de filmes de anime (2012-2013)
O arco da Era da Ouro de Berserk foi adaptado em uma trilogia de filmes de anime pelo Studio 4°C. O primeiro filme, Berserk Ōgon Jidai-Hen I: Haō no Tamago, estreou no Japão em 4 de fevereiro de 2012. O segundo filme, Berserk Ōgon Jidai-Hen II: Doldrey Kōryaku, estreou no Japão em 23 de junho de 2012. O terceiro filme, Berserk Ōgon Jidai-Hen III: Kōrin, estreou no Japão em 1º de fevereiro de 2013.

#### Segunda série de anime (2016-2017)
A revista japonesa Young Animal anunciou em 21 de dezembro de 2015 uma segunda adaptação em uma série de anime do mangá de Berserk, chamado apenas de Berserk (ベルセルク, Beruseruku), o primeiro teaser do novo anime foi exibido em um evento do Comiket de inverno na estande da NBC Universal no mesmo mês. A nova série usou CGI em vez do estilo de animação tradicional usada na série anterior. Um segundo teaser foi lançado em março de 2016. Um vídeo teaser foi transmitido no site da série, no início de junho de 2016.
O autor original do mangá Kentaro Miura foi o supervisor executivo do anime. A série foi dirigida por Shin Itagaki e escrita por Makoto Fukami e Takashi Yamashita. O design dos personagens foram feitos por Hisashi Abe. O estúdio de animação Liden Films produziu a série com a colaboração dos estúdios GEMBA e Millepensee. Shirō Sagisu retornou da trilogia de filmes para compor a trilha sonora da série, enquanto Susumu Hirasawa, que compôs a trilha sonora da primeira série e a trilogia de filmes, voltou para produzir a música de inserção da série, chamada de "Hai yo" (灰よ, lit. "Oh Cinzas"). A música tema de abertura do anime "Inferno" teve a performance da banda 9mm Parabellum Bullet, enquanto a música tema de encerramento, Meimoku no Kanata (瞑目の彼方), teve a performance da cantora Nagi Yanagi.
A série teve um total de 12 episódios exibidos e estreou primeiro na rede de televisão paga WOWOW em 1 de julho de 2016, e depois foi exibida no bloco Animeism da MBS, e também foi transmitida na TBS, CBC, e BS-TBS. O elenco principal da trilogia de filmes reprisou os seus papéis no anime, enquanto o dublador Unshō Ishizuka, reprisou seu papel tanto como o Void e o narrador do anime original. No Brasil, a série foi transmitida simultaneamente na Crunchyroll. A segunda temporada, que irá adaptar o arco "Império Milenar do Falcão", foi confirmada e tem previsão de estrear no começo de 2017.

### Jogos eletrônicos
Dois jogos de jogos eletrônicos baseados no mangá de Berserk foram desenvolvidos pela Yuke's. O primeiro The Sword of Berserk: Guts' Rage (ベルセルク 千年帝国の鷹篇 喪失花の章, Beruseruku Sennen Teikoku No Taka Hen Wasurebana no Shō), foi lançado para Dreamcast pela ASCII Entertainment em 1999. Ele foi distribuído em regiões ocidentais no início do ano seguinte pela Eidos Interactive. Já o jogo eletrônico Berserk: Millennium Falcon Hen Seima Senki no Shō (ベルセルク 千年帝国の鷹篇 聖魔戦記の章, Beruseruku Sennen Teikoku No Taka Hen Seima Senki no Shō) foi lançado exclusivamente no Japão para Playstation 2 pela Sammy Studios em 2004. Um jogo eletrônico spin-off e de mesmo gênero da série Dynasty Warriors de Berserk produzido pela Omega Force, intitulado Berserk and the Band of the Hawk (ベルセルク無双), foi lançado em 27 de outubro de 2016 no Japão, e em 21 de fevereiro de 2017 no ocidente para PlayStation 4, PlayStation Vita e PC via Steam.

### Outras mídias
Além de jogos eletrônicos e guidebooks, Berserk também tem estimulado uma variedade de mídias diferentes, como isqueiros, chaveiros, camisetas, capas personalizadas de celular e etc. Estátuas e figuras de ação são produzidos pela Art of War. Um jogo de cartas de Berserk foi lançado pela Konami no Japão. Uma figura de ação de Guts foi lançado pela Max Factory, em sua linha de figma em janeiro de 2012.

## Recepção
Em julho de 2015, o mangá tinha mais de 27 milhões de cópias impressas no Japão e 8 milhões no exterior. Em janeiro de 2016, o mangá tinha mais de 40 milhões de cópias em circulação. Em maio de 2021, o mangá de Berserk tinha mais de 50 milhões de cópias em circulação, incluindo versões digitais. Os volumes de Berserk estavam entre os mangás mais vendidos no ranking de volumes de mangás mais vendidos no Japão, com o volume 40 estreando como o mangá mais vendido na semana de seu lançamento.